# 이와키강

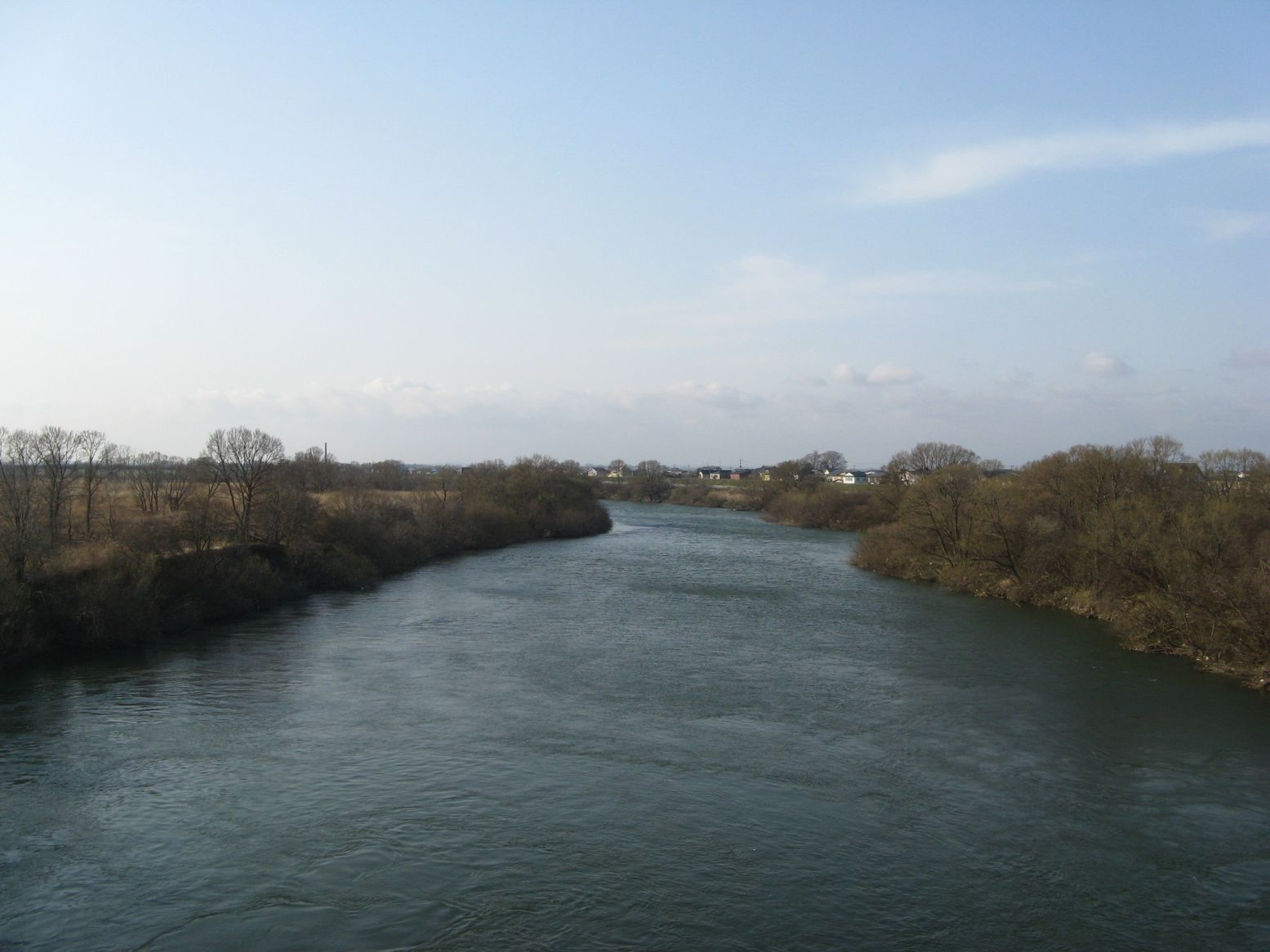
이와키강

이와키강(일본어: 岩木川 이와키가와[*])은 아오모리현 중서부를 흐르는 하천이다.